# 基略區
基略區（西班牙語：Distrito de Quillo），是秘魯的一個區，位於該國北部安卡什大區的永蓋省，始建於1857年1月2日，面積373.83平方公里，海拔高度1,252米，2005年人口11,990，人口密度為每平方公里32人。